# 10166 Takarajima
10166 Takarajima (1995 BN3) là một tiểu hành tinh vành đai chính được phát hiện ngày 30 tháng 1 năm 1995 bởi T. Kobayashi ở Oizumi.